# Grace Jackson
Grace Jackson (Jamaica, 14 de junio de 1961) es una atleta jamaicana retirada, especializada en la prueba de 200 m en la que llegó a ser subcampeona olímpica en 1988.

## Carrera deportiva
En los JJ. OO. de Seúl 1988 ganó la medalla de plata en los 200 metros, con un tiempo de 21.72 segundos, llegando a meta tras la estadounidense Florence Griffith Joyner que con 21.34 segundos consiguió batir el récord del mundo, y por delante de la alemana Heike Drechsler (bronce con 21.94 segundos).